# Caeruleuptychia caerulea
Caeruleuptychia caerulea är en fjärilsart som beskrevs av Butler 1869. Caeruleuptychia caerulea ingår i släktet Caeruleuptychia och familjen praktfjärilar. Inga underarter finns listade i Catalogue of Life.